# Wilhelm Blaschke
Pour les articles homonymes, voir Blaschke.
Wilhelm Johann Eugen Blaschke, né le 13 septembre 1885 à Graz et mort le 17 mars 1962 à Hambourg, est un mathématicien autrichien spécialisé dans la géométrie différentielle.

## Biographie
Son père, Josef Blaschke, qui enseignait la géométrie descriptive au lycée professionnel de Graz, lui inculqua très jeune l'idéal géométrique de Jakob Steiner, celui de la géométrie pure. Wilhelm Blaschke étudia d'abord l'architecture à l'université de Vienne avant de se tourner vers les mathématiques, enseignées par Wilhelm Wirtinger avec qui il obtint sa licence en 1908. Il poursuivit l'étude de cette science sous la direction de Luigi Bianchi à l'École normale supérieure de Pise puis à l'université de Göttingen sous la direction de Felix Klein, David Hilbert et Carl Runge. Il passa sa thèse d'habilitation à l'université de Bonn avec Eduard Study, géomètre réputé, en 1910. Il travailla quelques années à Greifswald avec un étudiant de Sophus Lie, Friedrich Engel avant d'obtenir en 1913 un poste de professeur à l'université de Prague. Il fut ensuite appelé à enseigner en 1915 à l'université de Leipzig (où sa leçon inaugurale intitulée « Cercle et sphère » est directement inspirée des travaux de Jakob Steiner), puis en 1917 à Kœnigsberg et à Tübingen, enfin en 1919 à Hambourg, dont il fit, avec ses collègues Erich Hecke et Emil Artin, l'un des hauts-lieux des mathématiques. Il prit en 1925 la succession de Carl Runge à la chaire de mathématiques appliquées de l'université de Göttingen, ce qui lui valut de devoir faire de fréquents déplacements à partir de cette époque.
Blaschke explora la plupart des domaines de la géométrie différentielle (et notamment la géométrie différentielle affine) : solutions d'extrémums géométriques (surfaces minimales, problèmes isopérimétriques), corps convexes, « géométrie des tissus », « géométrie intégrale », espaces fibrés, applications géométriques de la théorie des groupes, géométrie du cercle et de la sphère (suivant la voie tracée par Edmond Laguerre, August Ferdinand Möbius, Sophus Lie).
Il est l'auteur de plusieurs traités classiques de géométrie, comme les « Leçons de géométrie différentielle » en trois tomes (Vorlesungen über Differentialgeometrie, 1921-1929 ). Il a en outre préparé et augmenté la seconde édition des « Leçons de Géométrie Supérieure » (Vorlesungen über höhere Geometrie) de Felix Klein.
S'il est vrai que, sous le Troisième Reich, Blaschke milita contre l’isolationnisme qui coupait les savants allemands de la recherche internationale, il fut néanmoins membre du parti national-socialiste, non seulement pour des raisons professionnelles, mais aussi par conviction personnelle : cette obédience en fit une personnalité controversée pendant une courte durée après la guerre. Dénazifié en 1946, il retrouva sa chaire à la faculté de Hambourg, qu'il conserva jusqu'à l'octroi de l'éméritat en 1953. Il eut encore par la suite une correspondance fournie avec les chercheurs du monde entier. Parmi ses étudiants les plus connus, on compte le géomètre Shiing-Shen Chern, qui avait soutenu sa thèse sous sa direction en 1936.
En 1926, il reçoit le prix Alfred Ackermann-Teubner. En 1954, il reçoit le Prix national de la République démocratique allemande première classe.

## Œuvres

### Traités de mathématiques
- Gesammelte Werke, Thales, Essen 1985
- (de) Vorlesungen über Differentialgeometrie, Springer, coll. « Grundlehren der mathematischen Wissenschaften », 1921-1929, 3 vol.
  - vol. 1 Elementare Differentialgeometrie,
  - vol. 2 Affine Differentialgeometrie,
  - vol. 3 Differentialgeometrie der Kreise und Kugeln, 1929)
- Nicht-Euklidische Geometrie und Mechanik I, II, III. Leipzig : B.G.Teubner (1942)
- Zur Bewegungsgeometire auf der Kugel. In: Sitzungsberichte der Heidelberger Akademie der Wissenschaften (1948)
- Kinematik und Quaternionen. Berlin : VEB Deutscher Verlag der Wissenschaften (1960)
- Projektive Geometrie, 3e éd., Birkhäuser 1954
- Analytische Geometrie, 2e éd., Birkhäuser 1954
- Kreis und Kugel, 3e éd., Berlin, de Gruyter 1956
- Vorlesungen über Integralgeometrie, VEB, Berlin 1955
- Ebene Kinematik, Oldenbourg, München 1956
- Einführung in die Geometrie der Waben, Birkhäuser 1955
- en coll. avec H. Reichardt: Einführung in die Differentialgeometrie. Springer (1960)
- en coll. avec Kurt Leichtweiß: Elementare Differentialgeometrie. Berlin : Springer (5. Aufl. 1973)

### Essais
- Reden und Reisen eines Geometers. Berlin : VEB Deutscher Verlag der Wissenschaften (1961, 2e éd. augm.)
- Mathematik und Leben, Wiesbaden, Steiner 1951
- Griechische und anschauliche Geometrie, Oldenbourg 1953